# السيرة النفسية
تهدف السيرة النفسية إلى فهم الأفراد المهمين تاريخياً، مثل الفنانين أو القادة السياسيين، من خلال تطبيق النظرية والبحث النفسي.
من خلال دمج علم نفس الشخصية والأدلة التاريخية،[1] يمكن اعتبار السيرة النفسية شكلاً تاريخيًا من دراسة الحالة العلاجية: فهي تمثل حقلاً متناميًا في مجال السيرة الذاتية.[2] يُستخدم التصوير النفسي المرضي أحيانًا كمصطلح للإشارة إلى أن الشخص الذي يتم تحليله لم يكن يتمتع بصحة جيدة من الناحية العقلية، وأن «المسار» يأتي من رثاء - وهو مصطلح يوناني قديم يشير إلى المعاناة أو المرض.

## خلفيّة
علم النفس النفسي هو مجال ضمن مجالات علم النفس والسيرة الذاتية يحلل حياة الأفراد المهمين تاريخياً من خلال النظرية والبحث النفسيين. هدفها هو تطوير فهم أفضل للأفراد البارزين من خلال تطبيق النظريات النفسية على سيرهم الذاتية لمزيد من شرح الدوافع الكامنة وراء بعض الإجراءات والقرارات الموضوعية. تشمل الموضوعات الشائعة للسير الذاتية شخصيات مثل أدولف هتلر وفنسنت فان جوخ وويليام شكسبير ومارتن لوثر كينج الابن وأبراهام لنكولن وصدام حسين. السيرة الذاتية النموذجية غالبًا ما تكون وصفية للغاية، وتحاول تسجيل كل حدث ملحوظ حدث في حياة الشخص، بينما تركز السيرة النفسية بشكل أساسي على بعض الأحداث المعينة، وتحاول فهم سبب حدوثها بشكل أفضل. لم تساعد إمكانات هذا المجال في تطوير فهم أفضل للعديد من السير الذاتية البارزة عبر التاريخ فحسب، بل ألهمت أيضًا التوجيه والبصيرة في مجال علم النفس.[3]
أحد الأمثلة العظيمة الأولى لفائدة هذا المجال كان تقرير الدكتور هنري موراي حول تحليل شخصية أدولف هتلر خلال نهاية الحرب العالمية الثانية. أُجبر الدكتور موراي على التحليل النفسي من مسافة بعيدة، واستخدم مصادر متعددة ، بما في ذلك أنساب هتلر، وكتابات هتلر والسير الذاتية لهتلر، حتى تتمكن قوات الحلفاء من فهم شخصيته للتنبؤ بسلوكه بشكل أفضل. من خلال تطبيق نظرية الشخصية التي تتكون من 20 حاجة نفسية، افترض الدكتور موراي شخصية هتلر على أنها «سردية مضادة» ، وتمكن من التنبؤ بشكل صحيح بانتحار الزعيم الألماني في مواجهة هزيمة بلاده. لم يساعد هذا العمل الذي قام به الدكتور موراي في تأسيس علم نفس الشخصية كعلم سلوكي فحسب، بل أظهر أيضًا كيف يمكن تطبيق مجال السيرة النفسية كوسيلة للتحليل النفسي.[3]

## الأصول والتنمية
يعتبر تحليل سيغموند فرويد لليوناردو دافنشي (بعنوان ليوناردو دافنشي، ذكرى طفولته) أول سيرة ذاتية «حديثة».[4] الأشخاص الذين خضعوا للبحث النفسي هم فرويد، أدولف هتلر، [5] سيلفيا بلاث، كارل يونج، فينسينت فان جوخ، مارتن لوثر، [6] أبراهام لنكولن، إلفيس بريسلي، سورين كيركيغارد، فريدريك نيتشه،[7] أندرو جاكسون وريتشارد نيكسون.[8]
من بين مؤلفي السير الذاتية الرئيسيين إريك إريكسون،[9] جيمس ويليام أندرسون، وهنري موراي، وجورج أتوود، وويليام رونيان.
العديد من السير الذاتية هي فرويدية أو نفسية ديناميكية في التوجه، لكن النظريات الأخرى شائعة الاستخدام تشمل نماذج سردية للهوية مثل نموذج قصة الحياة، ونظرية السيناريو، والعلاقات بين الكائنات، والوجودية / الفينومينولوجيا؛ وكتاب السير الذاتية يبحثون بشكل متزايد عن التعقيد التوضيحي من خلال نهج انتقائي.[10]
على الرغم من وجود سير ذاتية أخرى مكتوبة قبل فرويد ليوناردو دافنشي وذاكرة طفولته في عام 1910، إلا أنها تعتبر أهم مساهمة في عصرها، على الرغم من عيوبها. كانت السير الذاتية عن ويليام شكسبير (جونز، 1910)، وجيوفاني سيجانتيني (أبراهام، 1912)، وريتشارد واجنر (غراف، 1911)، وأمنحوتب الرابع (أبراهام، 1912)، ومارتن لوثر (سميث، 1913)، وسقراط (كارباس، 1915) نُشرت أيضًا بين عامي 1910 و 1915، لكنها ليست معروفة جيدًا. [11] بين عامي 1920 و 1926، تم نشر السير الذاتية لمارغريت فولر (أنتوني، 1920)، وصمويل آدامز (هارلو، 1923)، وإدغار آلان بو (كروتش، 1926)، وأبراهام لينكولن (كلارك، 1923) من قبل مؤلفين من منظور التحليل النفسي دون خلفية في التحليل النفسي. خلال الثلاثينيات من القرن الماضي ، كان كل من تولستوي، ودوستويفسكي، وموليير، وساند، وجوته، وكوليردج، ونيتشه، وبو، وروسو، وقيصر، ولينكولن، ونابليون، وداروين ، والإسكندر الأكبر موضوعًا للسير الذاتية، وبعد ذلك بوقت قصير في عام 1943، سيرة ذاتية لأدولف هتلر، تنبأ بانتحاره خلال الحرب العالمية الثانية ، لكنه لم يُنشر حتى عام 1972. وتشمل المساهمات الحديثة والمهمة بين عامي 1960 و 1990 السير الذاتية لهنري جيمس (إيدل، 1953-1972)، إسحاق نيوتن (مانويل، 1968)، موهانداس غاندي ( إريكسون، 1969)، ماكس ويبر (ميتسمان، 1969)، إميلي ديكنسون (كودي، 1971)، جوزيف ستالين (تاكر، 1973) ، جيمس وجون ستيوارت ميل (مازليش، 1975) ، تي إي لورانس (ماك، 1976)، أدولف هتلر (وايت، 1977) ، بيتهوفن (سولومون، 1977)، صمويل جونسون (بات، 1977)، أليس جيمس (ستراوس، 1980) ، ويلهلم رايش (شرف ، 1983) ، وويليام جيمس (فينشتاين ، 1984). [12] تمت كتابة بعض السير الذاتية في هذا الوقت أيضًا حول مجموعات من الأشخاص ، مع التركيز على جانب مشترك بينهم مثل الرؤساء الأمريكيين والفلاسفة والطوباويين والقادة الثوريين ومنظري الشخصية. هذه السير الذاتية هي الأكثر شهرة ، ولكن منذ عام 1910 تم نشر أكثر من 4000 سيرة ذاتية.[11]
مع اكتساب السيرة الذاتية للاعتراف، ساهم مؤلفون من مجموعة متنوعة من المهن بأعمالهم الخاصة من وجهات نظر بديلة وطرق مختلفة لتحليل موضوعات السيرة الذاتية، مما أدى إلى توسيع السيرة النفسية بشكل كبير إلى ما وراء منظور التحليل النفسي. بصرف النظر عن المحللين النفسيين والأطباء النفسيين الذين كتبوا السير الذاتية الأولى، كان هناك مؤرخون وعلماء سياسيون وعلماء نفس الشخصية ونقاد أدبيون وعلماء اجتماع وعلماء أنثروبولوجيا ساهموا في نمو هذا المجال. [11] تتعارض السيرة النفسية أيضًا مع وجهات النظر المعاصرة للعلم منذ نشأتها لأنها لا تحتوي على متغيرات أو تجارب خاضعة للرقابة. في سنواتها الأولى تم رفضها باعتبارها غير علمية وليست إضافة شرعية إلى مجال علم النفس بسبب الدفع نحو التجريب الذي يركز على العوامل الفسيولوجية والبيولوجية، وبعيدًا عن علم النفس الفلسفي، لتأسيسه كعلم طبيعي. يمكن مقارنة قيمة السيرة النفسية لعلم النفس بعلم الطب الشرعي وعلم الآثار، حيث تقدم تحليلات مفصلة للمواضيع مع التركيز على المعلومات السياقية، ولكن نظرًا للطبيعة النوعية لهذه المعلومات، لا يزال من الصعب التحقق من صحة الأعمال النفسية كتطبيقات تجريبية لعلم النفس.[12]

## المنهجيّة
طوّر تخصص السيرة النفسية إرشادات منهجية مختلفة لدراسة السيرة الذاتية. من أبرزها:
1- استخدام المشاهد النموذجية في حياة الموضوع لتكون بمثابة نموذج لنمط شخصيته
2- استخدام سلسلة من مؤشرات البروز، وعلامات مثل الأولوية، التكرار، وتفرد حدث في الحياة لتحديد الأنماط المهمة
3- التعرف على الاستعارات أو الصور التي تنظم سرد السيرة الذاتية
4- التماسك المنطقي أو الاتساق كمعيار للتفسيرات النفسية الكافية
يواصل العلماء غير المدربين في التخصص والذين لا يتبعون هذه الإرشادات إنتاج دراسات السيرة الذاتية.

## المُساهِمون

### سيغموند فرويد
لا يتم استخدام نهج التحليل النفسي لفرويد (منظور فرويد) بشكل شائع في السيرة الذاتية، ولكن كان له تأثير دائم على تحليل السلوك في مجالات أخرى من علم النفس. إن غربلة المعلومات طوال العمر وتحديد المجالات المهمة في تطوير الموضوع يتطلب نظامًا لتحديد الهوية، وقد وفر التحليل النفسي الأساس لذلك. اعترف فرويد بالأولوية، التعرض الأولي أو التجربة، كعامل مهم في تنمية الشخصية وظلت جانبًا مهمًا في علم نفس الشخصية والعلاج النفسي والسيرة الذاتية. التردد، والتعرض المتكرر أو الإجراءات، مهم أيضًا، لكن أهميته يمكن أن تختلف. إذا كان تكرار الإجراء منخفضًا، فسيُنظر إليه على أنه غير مهم، وإذا كان التردد مرتفعًا جدًا، فإنه يصبح سلبيًا ويتم التغاضي عنه، ويصبح أيضًا أقل أهمية في السيرة الذاتية. تظهر معرفة فرويد بأهمية التردد في تحليل الأحلام، والزلات، والأخطاء، والفكاهة من خلال إدراك أن التكرار يقود الناس إلى تجاهل هذه السلوكيات أو المحفزات. أهمية الخطأ في السيرة الذاتية، بما في ذلك الزلات والتشوهات ، متجذرة أيضًا في التحليل النفسي الفرويدي وتستخدم لتحديد الدوافع الخفية.[13]

### إلمز
ساهم إلمز في السيرة النفسية من خلال العديد من الأعمال المنشورة بما في ذلك السير الذاتية وقد كتب أيضًا عن موضوع السيرة النفسية في السير الذاتية وطرق دراسة الحالة وكشف الحياة: التحالف المضطرب للسيرة الذاتية وعلم النفس الذي يحدد السيرة الذاتية وأساليبها، ويشرح قيمة السيرة الذاتية في علم النفس.[14][15]

## الإنتقادات
واجهت السيرة النفسية انتقادات منذ البداية،[16] تبلورت قبل كل شيء في إنتاج ما رسمه إريكسون كاريكاتيرًا على أنه «أصل» - شرح الأحداث والأفعال العامة الهامة كنتاج لبعض تفاصيل الطفولة الدقيقة.[17]
تعتبر السيرة النفسية السيئة - باستخدام علم النفس الميكانيكي، والتنقيب الانتقائي للحقائق، [18] والإفراط في التحديد، والميل إلى التشخيص المرضي [19] - من السهل كتابتها. أدانت آنا فرويد دراسة وودرو ويلسون فرويد التي شارك في تأليفها مع ويليام بوليت على أساس هذه الأسس، [20] ولم يساعد التطور التاريخي العشوائي للتلميذ في تقليل انتشاره.[21]